# Gloucester (mys)

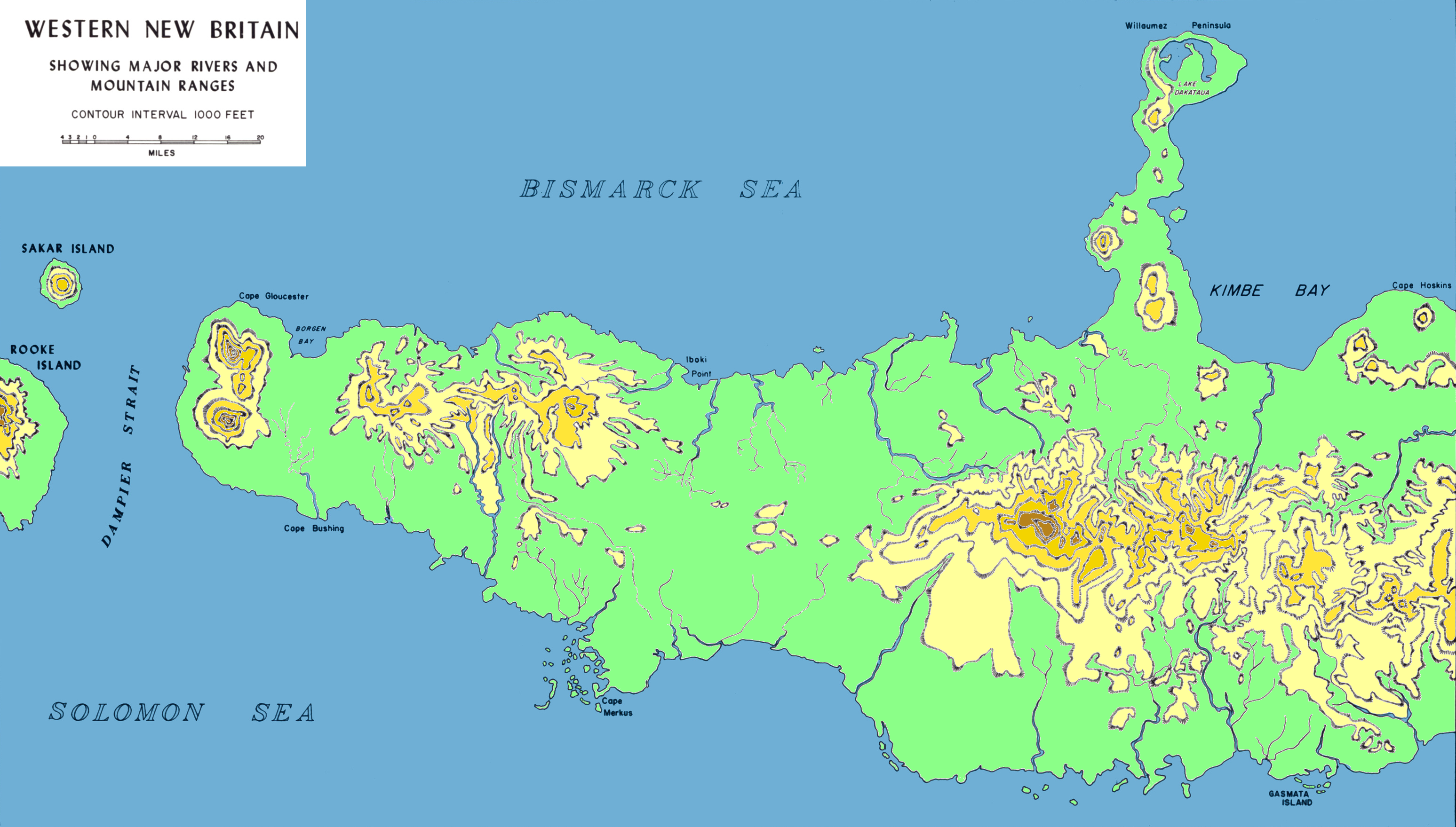
Mapa západní části Nové Británie. Mys Gloucester se nachází na severním pobřeží nejzápadnějšího výběžku

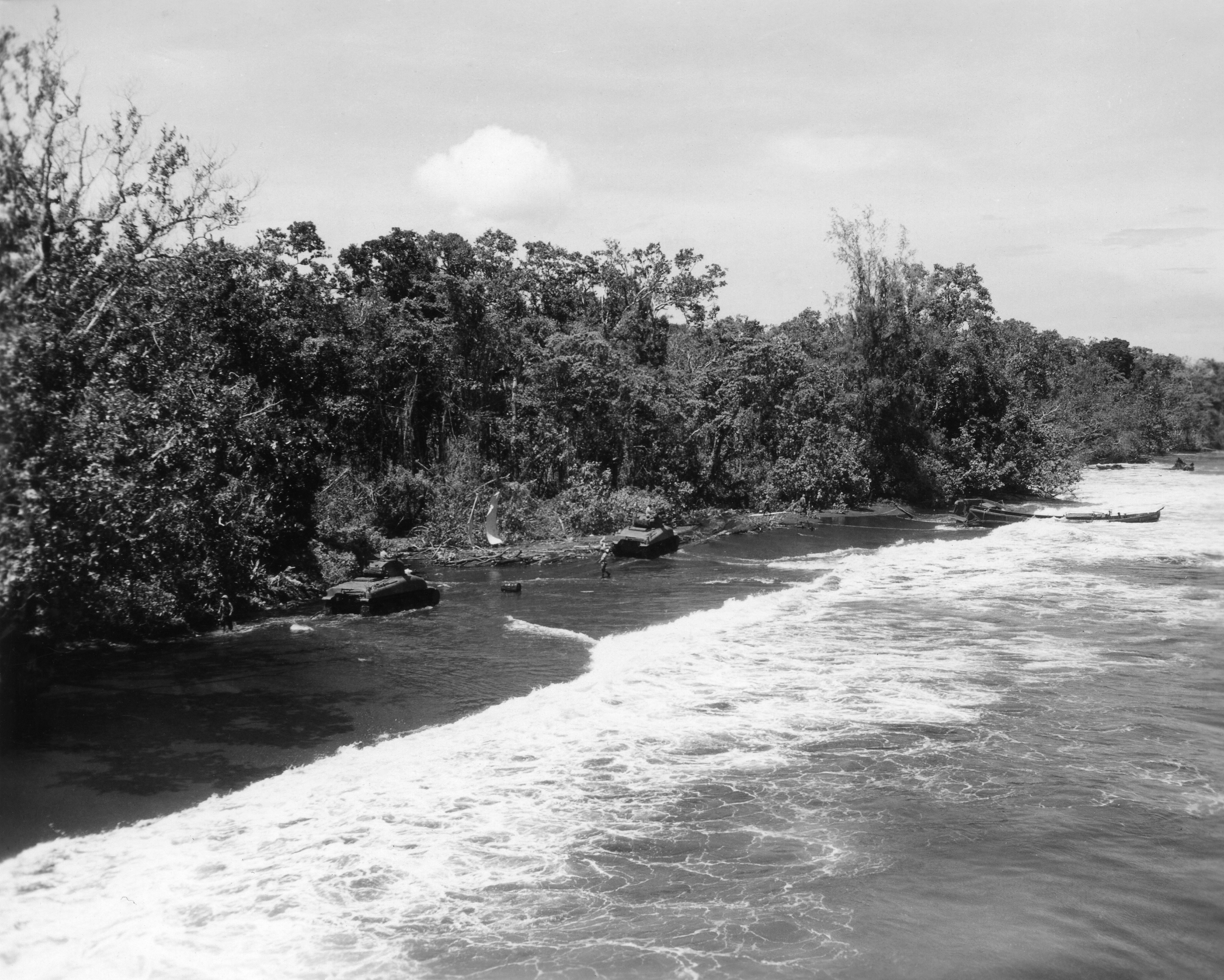
Tanky M4A1 Sherman na břehu během bitvy o mys Gloucester

Mys Gloucester, neboli též Tuluvu je pevninský výběžek, který se nachází na severním pobřeží nejzápadnějšího výběžku ostrova Nová Británie. Nachází se na rozhraní Bismarckova moře a Dampierovy úžiny (na jejím severovýchodním konci).

## Historie
Před druhou světovou válkou zde Australané začali budovat letiště s jednou 3900 stop (1188,7 m) dlouhou VPD orientovanou severojižním směrem. Japonci – kteří se sice Nové Británie zmocnili na počátku roku 1942, ale o základnu na mysu Gloucester (který nazývali Tuluvu) projevili zájem až později – vybudovali počátkem roku 1943 východně od starého letiště nové. Jeho hlavní dráha měla délku přibližně 4500 stop (1371,6 m) a byla orientována od východu na západ. Toto nové letiště se stalo hlavním japonským letištěm na mysu a využívala ho letadla jak císařského armádního, tak i námořního letectva.
Letiště na mysu Gloucester bylo terčem mnoha leteckých útoků Spojenců. Dne 28. července 1943 tu americké armádní bombardéry potopily dva japonské torpédoborce (Ariake a Mikazuki), které sem japonské posádce dopravily zásoby z Rabaulu. V rámci neutralizace Rabaulu (operace Cartwheel) se 26. prosince 1943 na mysu Gloucester vylodila 1. divize USMC. Východní dráha byla sice dobyta již 30. prosince, ale bitva o mys Gloucester trvala až do konce dubna 1944.
Američané východní dráhu rozšířili na 4500' x 100' (1371,6 x 30,5 metrů) a jejich letadla z ní začala operovat koncem února 1944. Dnes je východní dráha využívána pro malá civilní letadla.